# شیرهای سنگی

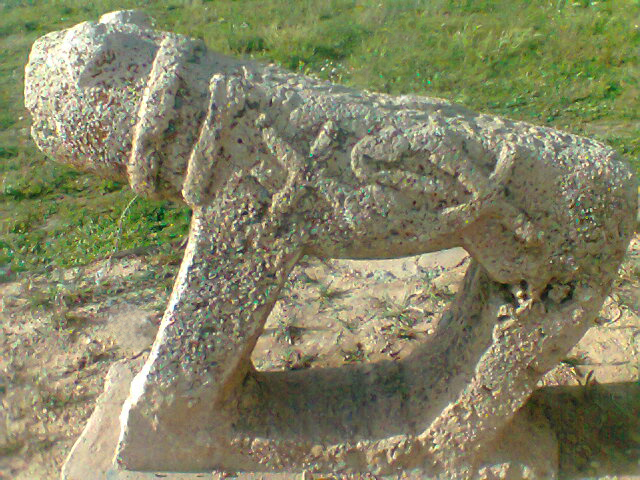
شیر سنگی از نمادهای فرهنگیِ مردم بختیاری است.

شیر سنگی، در زبان لری بَردِ شیر گفته می‌شود.

## ویژگی‌ها
شیرهای سنگی، تندیس‌هایی از جنس سنگ هستند که در گذشته توسط سنگ‌تراش‌ها به خصوص در مناطق بختیاری در استان چهارمحال و بختیاری، استان خوزستان، کهگیلویه و بویر احمد، فارس، غرب اصفهان و استان لرستان به شکل شیر تراشیده می‌شدند و به نشانهٔ شجاعت، دلاوری و ویژگی‌هایی چون هنرمندی در شکار و تیراندازی در جنگ و مهارت در سوارکاری، بر آرامگاهِ بزرگانِ قوم خود قرار می‌دادند. معمولاً اندازهٔ شیرهای سنگی قرار گرفته شده بر روی قبور بستگی به جایگاه متوفی نزد بازماندگانش دارد و ساختار شیرهای سنگی به گونه‌ای است که انتهای دست و پای شیر معمولاً بر روی سطحی سنگی گذاشته می‌شود تا برای سر پا ماندن شیر در دل خاک دفن گردد و دست‌ها به شکل حراست به جلو کشیده شده‌اند که البته شیوهٔ تراش شیرهای سنگی نزد قبایل مختلف بختیاری دارای تفاوت‌های جزئی با یکدیگر هستند و شمشیر، خنجر یا گرز از جمله نقش‌هایی است که بر روی آن‌ها حک می‌گردد.

## نماد شیر

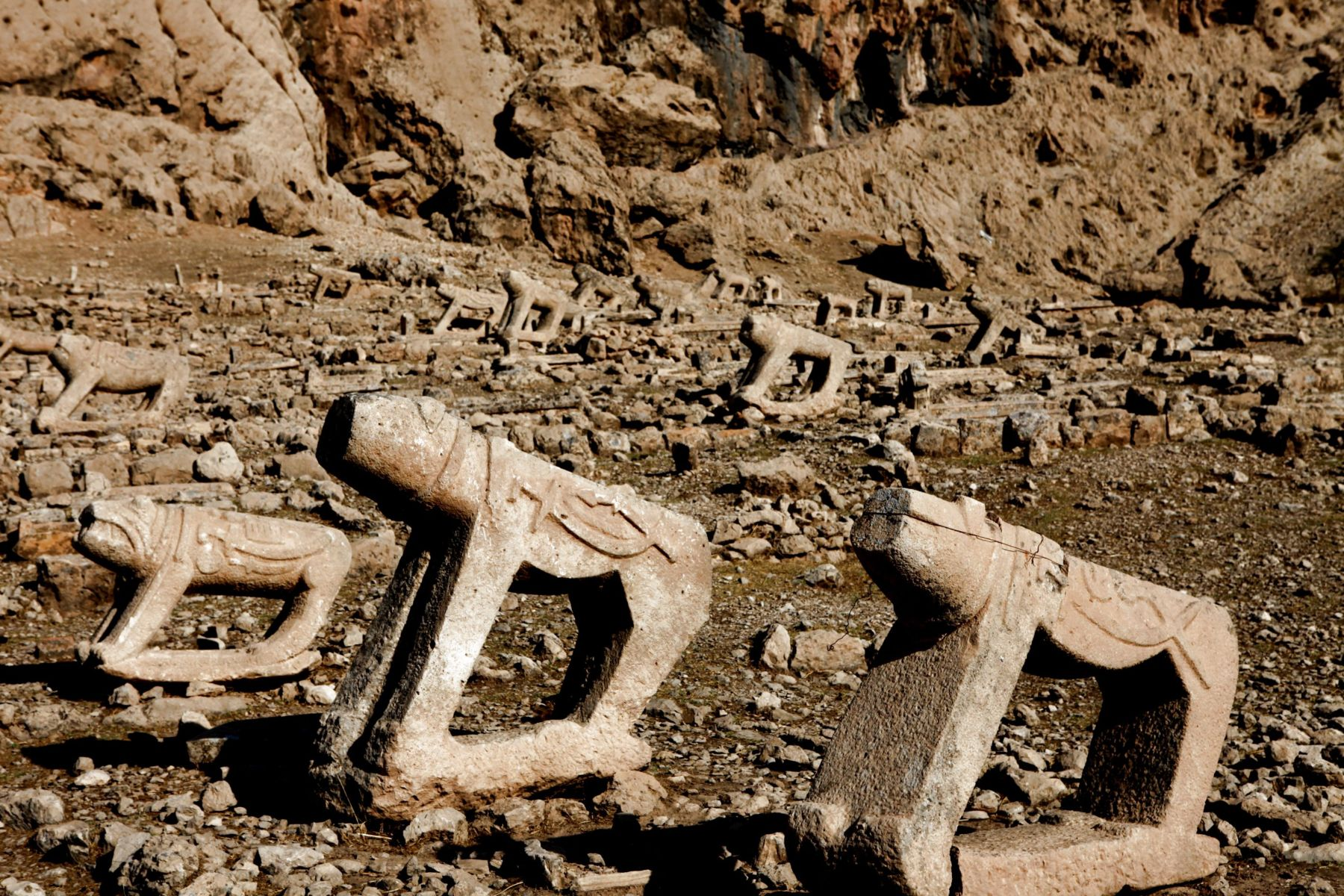
شیر سنگی‌های شهسوار در ایذه

شیر به جهتِ خصوصیاتِ بی‌مانندش در فرهنگِ اقوام مختلف جایگاهی ویژه دارد. معانی نمادین شیر در ادبیات ملل گوناگون، بیش‌تر نماد پیروزی، قدرت، دلاوری، نجابت و نیروی ماورای انسانی بوده است. بختیاری‌ها با توجه به این مفهوم و معنا، شیر را به عنوان نماد خود پذیرفته‌اند.
در نقوش تخت جمشید، جام‌ها، الواح ساسانی و قالی‌های شکارگاهی، همه‌جا شیر در جدال با دلاوران، نقش بسته است. منشأ شیرهای سنگی و بافته‌های منقش به شیر را، می‌توان در همان سنتِ دیرین و باستانی جستجو کرد که در فرهنگ بختیاری نیز وجود داشته است.
شیر در میان مردم بختیاری نماد شجاعت است. نماد شیر علاوه بر این تندیس‌ها، در قالی و گلیم و گبه‌هایی که بختیاری‌ها می‌بافند نیز دیده می‌شود.

## اصطلاح محلی
در زبان لری با گویش بختیاری به این مجسمه‌ها، برد شیر می‌گویند. برد شیرها، نماد رشادت، شجاعت، فروتنی و مردانگی است که همواره از کیاست، فرهنگ و اخلاق خوب انسانی در زاگرس، با کمال شجاعت پاسبانی کردند و هدفشان اهتمام نام نیک قوم و تبار خود بوده است. هیبت و شکوه این تندیس، یادآور مردانی است که تاریخ پرفراز و نشیب، قومشان را در قالبی اسطوره‌ای با نام خود زینت داده و روی در دل خاک نهفته‌اند. برد شیرها از پهلو، مزین به نقش شمشیر، اسب، تفنگ و تسبیح هستند و بر گرده آن‌ها، مشخصات متوفی نقر می‌شود.
هنری لایارد در کتاب ماجراهای اولیه، آورده است:
 لرهای بختیاری، تندیس و نقش شیر را به روی قبور خان‌ها و افراد سرشناس نصب یا نقر می‌کنند، تا خاطره سلح‌شوری و جنگجویی آن‌ها، برای همیشه زنده بماند.

## گسترهٔ جای‌گیری در ایران

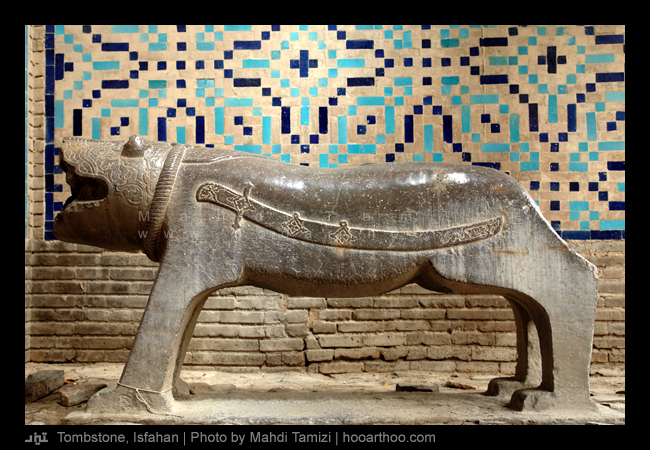

چهارمحال و بختیاری، سرزمین شیرهای سنگی است. این مجسمه‌های شیر، هنوز در گورستان‌های قدیمی دیده می‌شوند.
در این میان، شهر ایذه، بزرگ‌ترین منبع دسترسی به شیرهای سنگی است. روستای کهباد یک در گورستان باستانی خود، بیش از پنجاه شیر سنگی را در دل خود جای داده است.
در گورستان بزنوید، در بخش «زلقی» شهرستان الیگودرز، شیرهای سنگی با مجسمه شیر ایستاده و غران که به گویش محلی «بردشیر» گفته می‌شوند وجود دارد، که تحت حفاظت اداره میراث فرهنگی استان لرستان قرار دارد.
در شهر اصفهان نیز آرامگاه‌هایی با شیرهای سنگی هستند که از نظر سنگتراشی و ساختار مجسمه‌سازی، تفاوت‌هایی با دیگر شیر سنگی‌های ایران دارند، از جمله شیر سنگی هارونیه اصفهان (هارون ولایت) و شیر سنگی درب کوشک اصفهان (دروازه درب کوشک) که متعلق به دوره شاه عباس صفوی هستند. در استان اصفهان نیز این آرامگاه‌های شیر سنگی دیده می‌شود؛ به ویژه در منطقه فریدن (شهرستان چادگان، روستای تاریخی مشهد کاوه)، که آن جا آرامگاه کاوه آهنگر است، شیر سنگی‌های بسیاری وجود دارد.

### شیرهای سنگی پل خواجو
در گوشه‌های ضلع شرقی پل خواجو دو شیرسنگی وجود دارد که ظاهرا نماد سپاهیان بختیاری محافظ اصفهان و زاینده‌رود هستند.

### هفشجان
شهر هفشجان، یکی از مراکزِ مهمِ سنگ‌تراشی است و اکنون تعدادی از سنگ‌تراش‌های قدیمی در خیابان سنک تراشان هفشجان در قیدِ حیاتند. شیرهایی که در قبرستان‌های هفشجان باقی‌مانده است از زیباترین و خوش‌نقش‌ترین شیرهای سنگی محسوب می‌شوند. قدیمی‌ترین شیرِ سنگی موجود در استان چهار محال و بختیاری مربوط به دوره صفویه است. بنا به گفته‌ها، این شیر سنگی یادگار دوران ماد هاست.
در ۳ دههٔ گذشته شیرهای سنگیِ بی نظیرِ این قبرستان به غارت رفته‌اند. به طوریکه از هزاران شیر سنگی این شهر، تنها تعداد، انگشت شماری باقی‌مانده است. پرویز تناولی از معروف‌ترین مجسمه سازانِ ایران کتابی در خصوصِ شیر سنگی به چاپ رسانده است که شیر سنگیِ هفشجان را از مهم‌ترین نمونه‌های ایران برشمرده است.

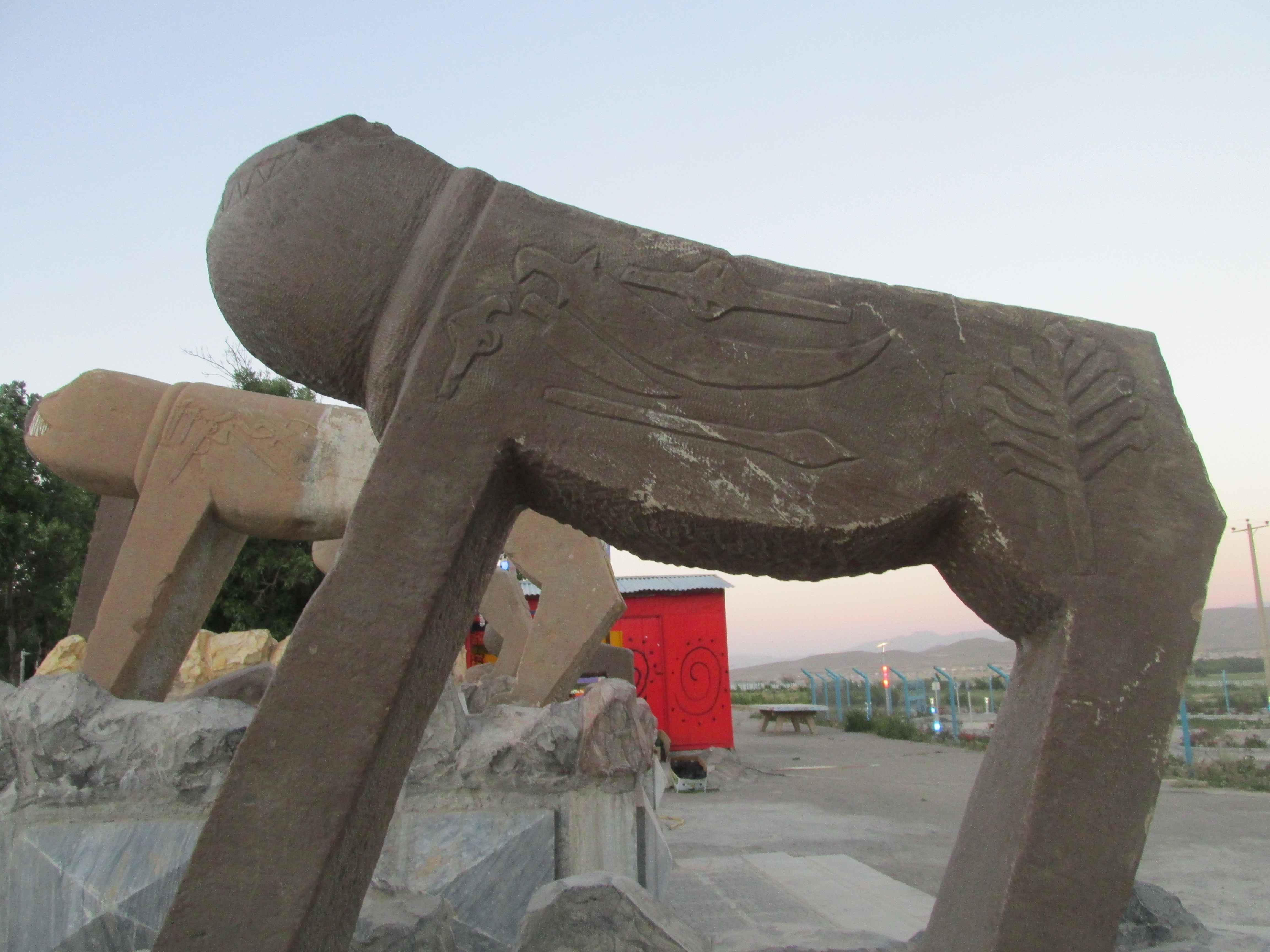
کهن‌ترین شیرهای سنگی در هفشجان

### گورستان شهسوار
گورستان و زیارتگاه شهسوار واقع در روستای کهباد یک در ۸ کیلومتری ایذه یک منبع غنی از شیرهای سنگی است.

## قدمت

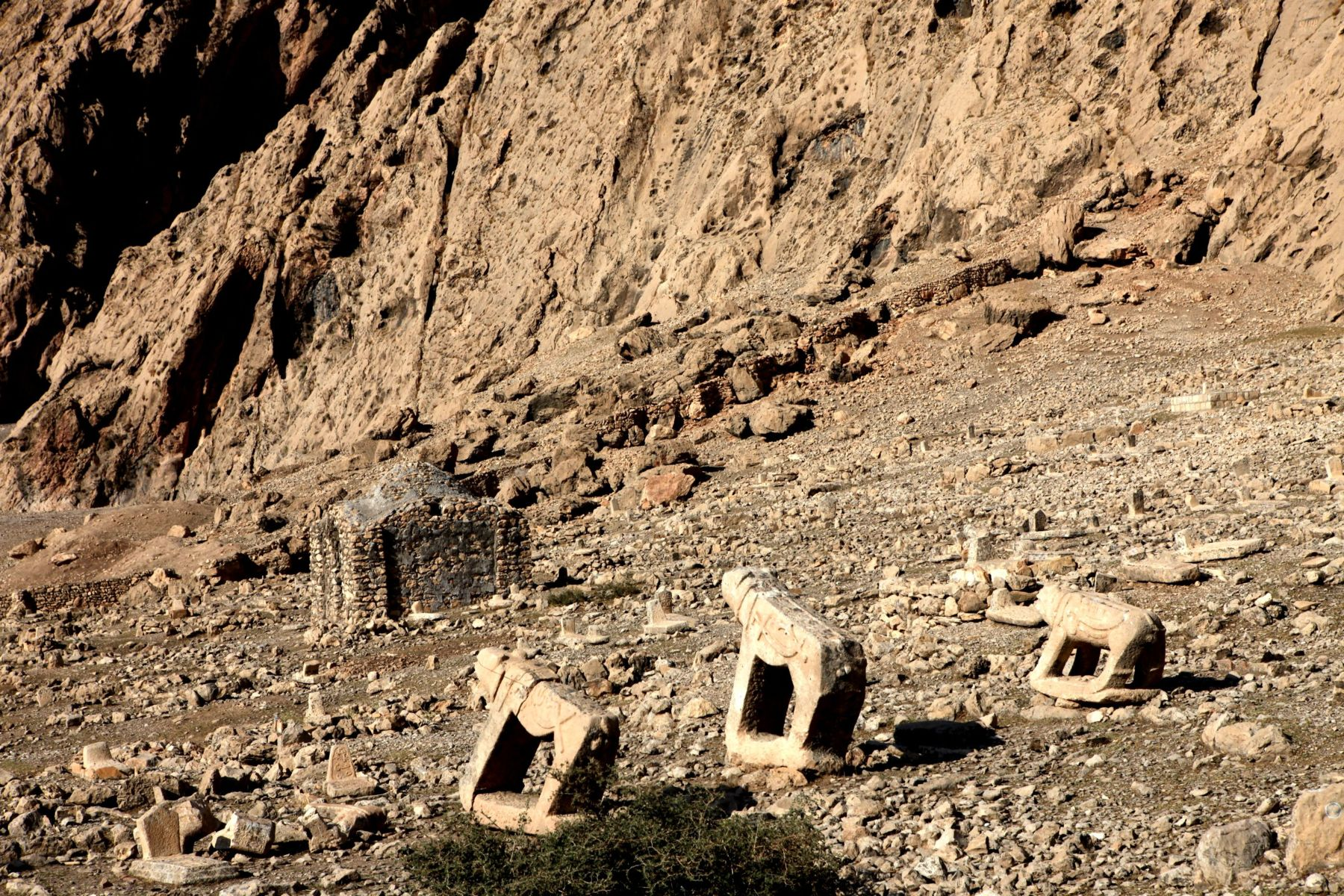

در تاریخ ساختِ تندیسِ شیر، اختلاف نظر است. در هنر ایران، شیر همواره با خورشید به عنوان نماد ملی ایرانیان محسوب می‌شد، که اشاره به ساکن شدن قدرت در خورشید دارد. این جانور، تقریباً در کلیه تمدن‌های خاور نزدیک، به عنوان سمبل قدرت و شجاعت به کار رفته است.
قدیمی‌ترین شیر سنگی موجود در استان چهار محال و بختیاری مربوط به دوره صفویه است. بنا به گفته‌ها شیر سنگی یادگار دوران مادهاست.

## پیوندها به بیرون
- آشنایی با شیرهای سنگی چهارمحال و بختیاری
- برد شیر
- مفهوم نماد شیر